# Émile Masson (1915)
Émile Masson (Bierset, 1 september 1915 - Luik, 2 januari 2011) was een Belgisch wielrenner.
Hij is een zoon van de succesrijke wielrenner Emile Masson sr. (1888-1973). Masson was beroepsrenner van 1935 tot 1939 en van 1945 tot 1951. Zoon Masson won Paris-Roubaix in 1939 en de Waalse Pijl in 1938. In de Ronde van Frankrijk 1938 won hij verder de etappe naar Belfort. In 1946 en 1947 won hij het Belgisch kampioenschap en in 1946 Bordeaux-Parijs.
Voor het seizoen van 1946 won hij de eerste editie van de Trophée Gentil.

## Overwinningen
1935
1e rit Ronde van Luxemburg
1937
Koersel
5e rit Ronde van België
1938
Waalse Pijl
Brussel-Hozemont
17e rit a Ronde van Frankrijk
1939
Parijs-Roubaix
Koersel
2e rit Parijs-Nice
1946
 Belgisch kampioen op de weg
Bordeaux-Parijs
1947
 Belgisch kampioen op de weg
1949
Saint-Hubert
1950
Luik

## Resultaten in voornaamste wedstrijden
| Jaar | Ronde van Italië | Ronde van Frankrijk | Ronde van Spanje |
| ---- | ---------------- | ------------------- | ---------------- |
| 1937 |                  |                     |                  |
| 1938 |                  | 34e (1)             |                  |
| 1939 |                  |                     |                  |
| 1946 |                  |                     |                  |
| 1947 |                  |                     |                  |
| 1948 |                  |                     |                  |
| 1949 |                  |                     |                  |
| 1951 |                  |                     |                  |

| Jaar | Gent-Wevelgem | Ronde van Vlaanderen | Parijs-Roubaix | Luik-Bast.‑Luik | Waalse Pijl | Parijs-Brussel |  | WK op de weg |
| ---- | ------------- | -------------------- | -------------- | --------------- | ----------- | -------------- |  | ------------ |
| 1937 |               | 22e                  | 29e            |                 | 16e         |                |  |              |
| 1938 |               | 7e                   | 4e             |                 | ↑           | 9e             |  |              |
| 1939 |               | 31e                  | ↑              |                 |             |                |  |              |
| 1946 |               |                      | 11e            |                 | 4e          |                |  | 13e          |
| 1947 | 25e           |                      |                | 22e             | 6e          |                |  | opgave       |
| 1948 |               |                      |                |                 |             | 8e             |  |              |
| 1949 |               |                      |                | 7e              |             |                |  |              |
| 1951 |               |                      |                |                 |             | 20e            |  |              |